# Афанасьев, Николай Михайлович
Никола́й Миха́йлович Афана́сьев (14 ноября 1916, Петроград — 15 марта 2009) — конструктор стрелкового вооружения. Герой Социалистического Труда. Лауреат Государственной премии СССР. Заслуженный изобретатель РСФСР.

## Биография
Родился в 1916 году в Санкт-Петербурге (Петрограде), окончил техникум механизации сельского хозяйства. Во время срочной службы в армии предложил несколько вариантов стрелкового вооружения, вследствие чего был направлен для теоретической подготовки и дальнейшей работы в Тульское ЦКБ-14.
Во время Великой Отечественной войны в 1943 году разработал приспособление (П-120) для предотвращения двойного заряжания миномёта. Основы данной разработки используются в миномётах по сей день.
После войны участвовал в разработке 12,7 мм авиационного пулемёта А-12,7 (Афанасьев-12,7), авиационной пушки АМ-23 (Афанасьев-Макаров — 23 мм), многих других проектах Тульского ЦКИБ СОО, участвовал в конкурсах на разработку пистолета-пулемёта (ОКР «Кустарник»), нового автомата (ОКР «Абакан»)
С 1960 года Н. М. Афанасьев работал в ЦКИБ СОО (г. Тула). Занимал должности начальника и главного конструктора отдела, ведущего конструктора.
Пистолет-пулемёт ОЦ-02 «Кипарис» принят на вооружение правоохранительных органов Российской Федерации.

## Разработки
- А-12,7 (Афанасьев-12,7)
- ТКБ-011
- авиационная пушка АМ-23
- ПП «Кипарис»
- ТКБ-0136
- ПП ЛАД

## Награды и звания
- За достигнутые успехи в области проектирования авиационного стрелково-пушечного вооружения Николаю Михайловичу Афанасьеву присвоено звание Героя Социалистического Труда.
- Награждён двумя орденами Ленина, орденом Октябрьской Революции, орденом Отечественной войны II степени, многими медалями.
- Присуждены Государственная премия СССР (1967) и две премии имени  С. И. Мосина.
- Заслуженный изобретатель РСФСР (1968).
- Почётный гражданин города-героя Тулы.